# Traunwalchen
Traunwalchen ist ein Ortsteil der Stadt Traunreut im oberbayerischen Landkreis Traunstein mit ca. 1500 Einwohnern. Traunwalchen ist Sitz einer katholischen Pfarrgemeinde. Bekannt ist Traunwalchen unter anderem durch seine Musikschule und die Carl-Orff-Volksschule, die eng mit dem Werk von Carl Orff verbunden sind.

## Geographie
Traunwalchen liegt an der Traun, einem Nebenfluss der Alz, auf einer Höhe von 556 m ü. NN. Der Ort teilt sich in ein Ober- und Unterdorf sowie die nach 1945 entstandene Siedlung. Neue Baugebiete um die Jahrtausendwende sind die Zachersdorfer Äcker und Frauenbrunn.
Zur Gemarkung Traunwalchen gehören die Orte Arleting, Frauenhurt, Hölzl, Hörzing, Hurt, Kirchstätt, Niedling, Oderberg, Parzing, Schmieding, Traunwalchen, Walchenberg und Zweckham.

## Geschichte

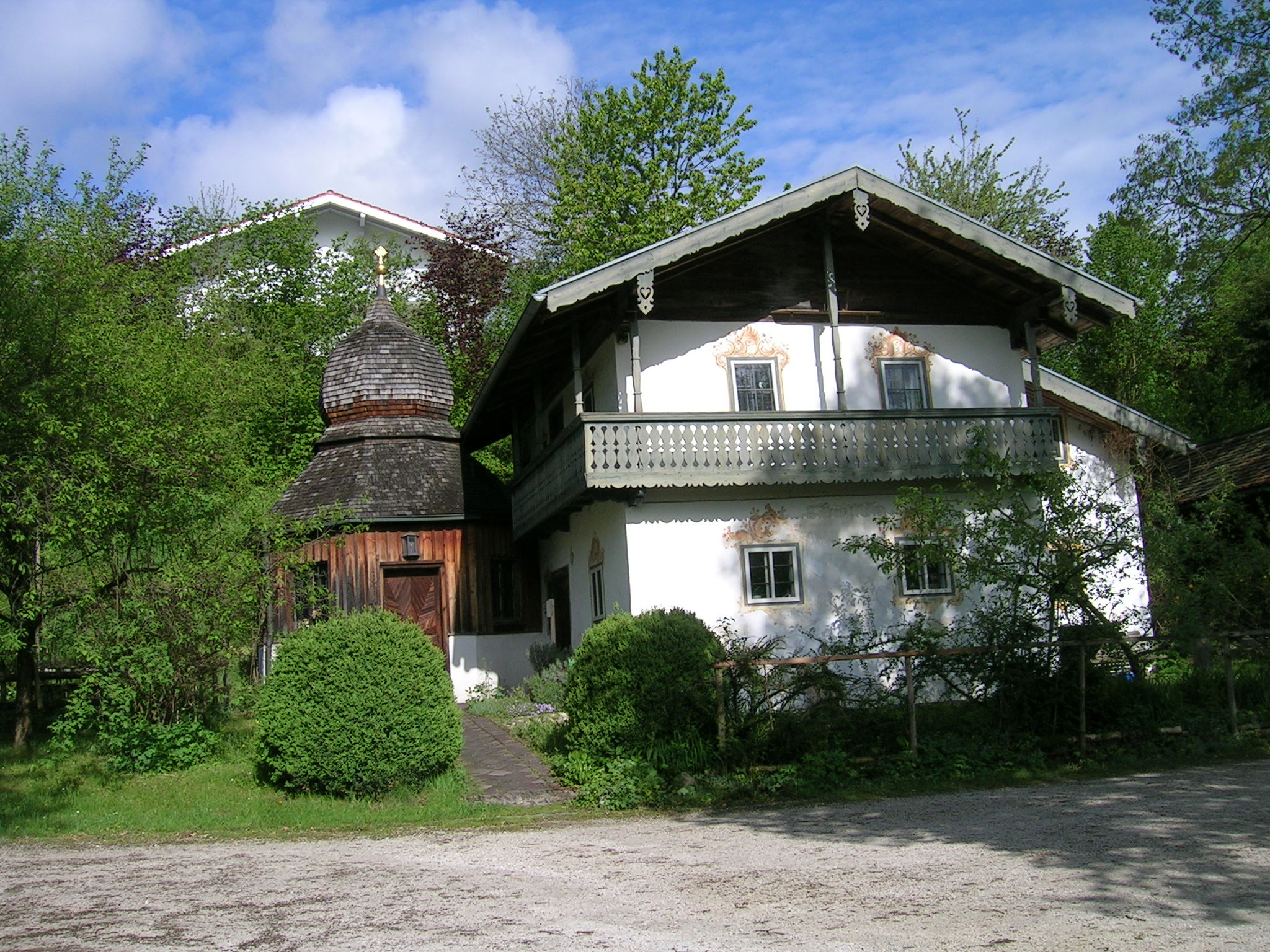
Frauenbrunn-Kapelle und -Haus

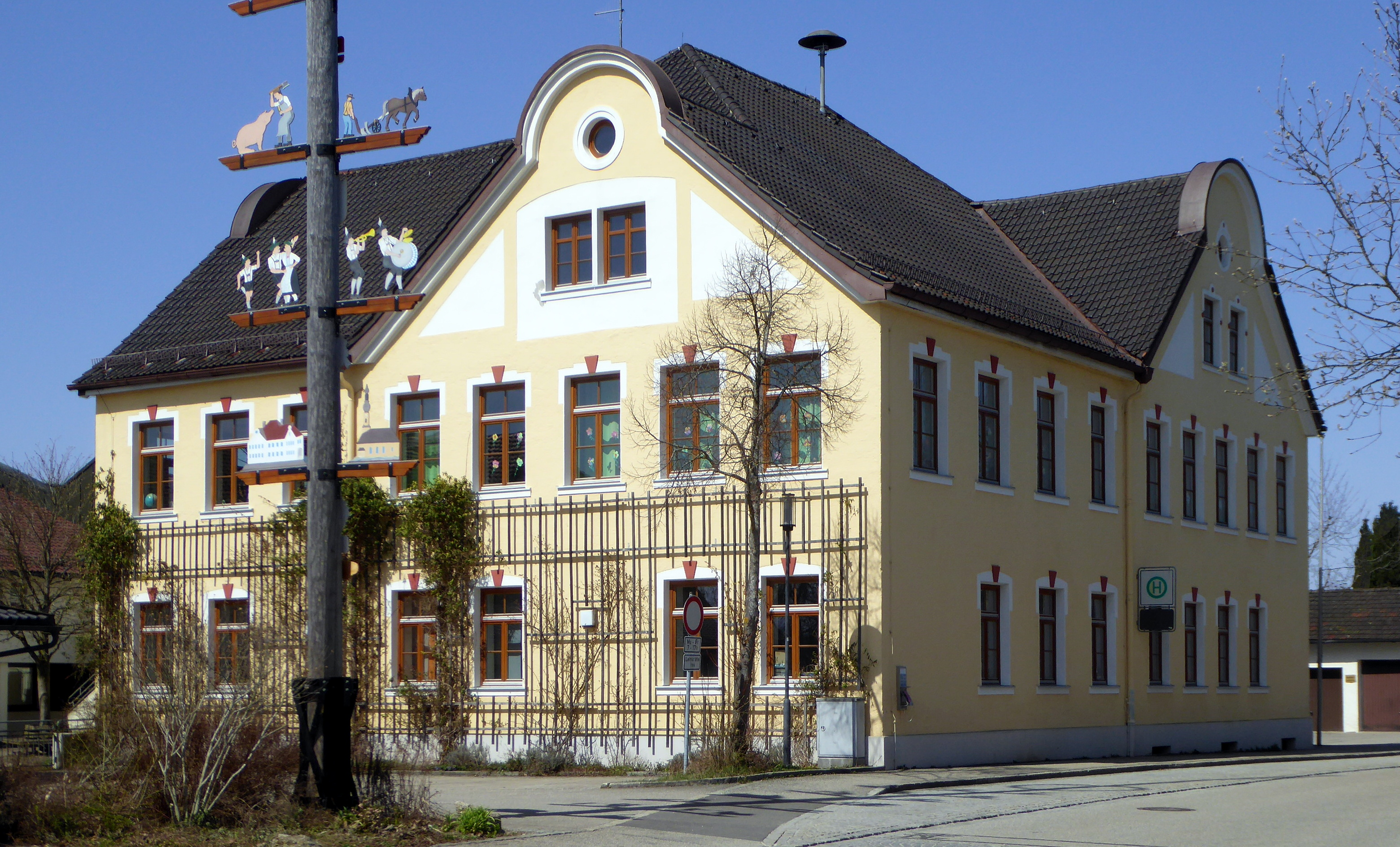
Carl-Orff-Schule Traunwalchen

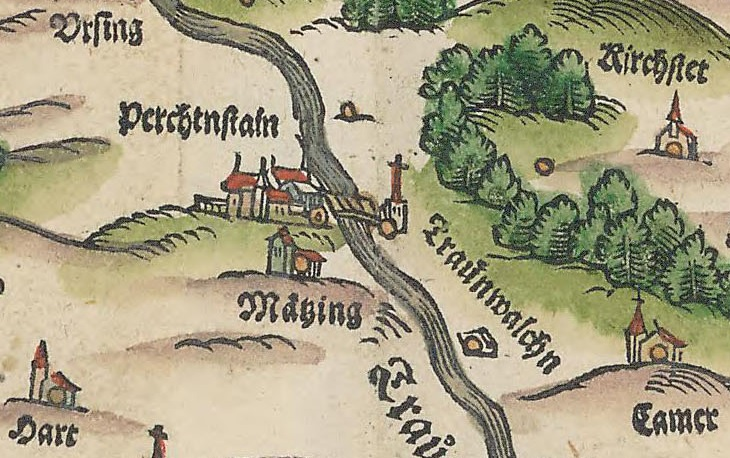
Traunwalchn in Apians Landtafeln (1568)

790 werden Traunwalchen und seine Umgebung in der Salzburger Urkunde Notitia Arnonis erstmals erwähnt. Es werden 80 abgabenpflichtige Romanen an der Traun erwähnt. Traunwalchen ist als „Trunwalha“ ebenfalls genannt. Romanische Bevölkerung kann man für die Orte Litzlwalchen, Traunwalchen, Walchenberg, Roitwalchen, Kammer, Oberwalchen und Katzwalchen annehmen.
Seit spätestens 1183 wurde der Ort von Conventualen des Klosters Baumburg seelsorgerisch betreut. 1290 errichtete Ritter Engelbrecht von Taching gegenüber der Traunwalchener Kirche am Ufer der Traun eine Burg und nannte sie seiner Frau Perchta von Stein zu Ehren „Perchtenstein“. Die Burg wurde später zu einem Schloss ausgebaut.
1345 wurde die inmitten einer Lichtung des „Weitholzes“ errichtete Kirche Kirchstätt eingeweiht. Um 1382 ging das Schloss Pertenstein durch Erbschaft an die Herren von Toerring über, in dessen Besitz es bis zum heutigen Tag blieb. Um 1450 entstand das rätselhafte Traunwalchener Scheibenkreuz an der Friedhofsmauer. Es ist in seiner Art in Oberbayern einzigartig. Von 1507 datiert der älteste Eintrag im „Traunwalchener Mirakelbuch“. Nahezu 900 Vorfälle künden von der spätmittelalterlichen Wallfahrt nach Traunwalchen.
1551 musste nach jahrzehntelangem Rechtsstreit ein Teil des Ortes Traunwalchen von den Wittelsbachern, vertreten durch ihren Pfleger in Traunstein, aufgegeben werden. Das Oberdorf mit der Kirche wurde in den Herrschaftsbereich der Hofmark Pertenstein, die den Herren von Toerring gehörte, eingegliedert.
1606 wurde nahe am Dorf Traunwalchen über einer Quelle die Frauenbrunn-Kapelle errichtet. Die Wallfahrt nach Traunwalchen nahm damit einen enormen Aufschwung. Nach der Domweihe in Salzburg verweilten der Kölner Kurfürst Ferdinand von Bayern, Albrecht von Bayern und die Kurfürstin von Bayern Elisabeth Renata von Lothringen im September 1628 auf der Heimreise im Schloss Pertenstein. „Den hohen Herrschaften gefiel das Schloss und seine Lage ungemein gut.“
1635 herrschte in Traunwalchen die Pest. 1648 suchten Flüchtlinge während des Dreißigjährigen Krieges Zuflucht in Traunwalchen. 1679 wirkte der Barock-Lyriker Johann Albert Poyssl an der Traunwalchener Kirche. 1717 wurde der markante Kirchturm errichtet. 1743–1745 während des Österreichischen Erbfolgekrieges fanden im Schloss Pertenstein Einquartierungen statt. Wie eine Votivtafel aus jener Zeit berichtet, wurde der Ort vor Übergriffen durch die Soldaten verschont. 1768 arbeitete der in Trostberg ansässige Rokoko-Künstler Johann Georg Kapfer an dem neuen Hochaltar für die Traunwalchener Kirche. Sein Werk hat sich bis heute erhalten.
1805 wurde Traunwalchen nach der Aufhebung des Klosters Baumburg zu einer eigenen königlichen Pfarrei erhoben. Im Jahr 1808 wurde im Zuge der Säkularisations-Politik des frühen 19. Jahrhunderts die Traunwalchner Filialkirche in Kirchstätt abgerissen. 1818 erfolgte mit dem bayerischen Gemeindeedikt die Umwandlung der früheren Hauptmannschaft in eine politische Gemeinde. 1833 bis 1834 wurde aufgrund eines Gelübdes die Kirchstätter Kirche von den Bauern der Umgebung wieder aufgebaut. 1839 erfolgte der Neubau des Langhauses der Pfarrkirche Traunwalchen. 1855 erhielt Traunwalchen sein erstes Schulhaus. 1874 erfolgte die Gründung der Freiwilligen Feuerwehr Traunwalchen, 1902 die Gründung des Burschen-Kranken-Unterstützungs-Verein Matzing, aus dem der Burschenverein Matzing-Traunwalchen hervorging. 1904 erfolgte die Barockisierung der Traunwalchner Kirche und 1905 zum hundertjährigen Jubiläum der Pfarrei erscheint Pfarrer Lohrs „Kurz gefasste Geschichte der Pfarrei Traunwalchen“.
Von 1914 bis 1918 mussten 64 junge Männer aus der Pfarrei Traunwalchen im Ersten Weltkrieg ihr Leben lassen. Im Zweiten Weltkrieg wurde über dem Gemeindegebiet von Traunwalchen eine Bombe abgeworfen, die mehrere Personen im Weiler Arleting tötete. 74 junge Männer sind im Zweiten Weltkrieg gefallen.
Nach 1945 stieg die Einwohnerzahl durch Heimatvertriebene stark an. Am 1. Oktober 1950 wurde durch die Regierung von Oberbayern die neue Gemeinde mit dem Namen Traunreut aus Gebietsteilen der Gemeinden Palling, Pierling, Stein an der Traun und Traunwalchen neu gebildet. Im Jahr 1965 erfolgte die Gründung der Sing- und Musikschule Traunwalchen.
1969 nahm sich der neu gegründete Verein „Heimatbund Schloss Pertenstein“ dem vom Verfall bedrohten Toerring-Schloss Pertenstein an und sanierte das Schloss und auch die dazugehörige Kapelle grundlegend. Hans Veit Graf zu Toerring-Jettenbach hatte auf Initiative von Hans Lauber das Schloss dem Heimatbund nach dessen Gründung am 9. Februar 1969 als Erbbaurecht überlassen.
1971 wurde die Traunwalchner Kirche erneut renoviert. 1971 wird der GTEV „d’Traunviertler“ Traunwalchen gegründet.
Mit Wirkung vom 1. Januar 1972 löst sich die 1818 gegründete Gemeinde Matzing auf und schließt sich der Gemeinde Traunwalchen an. 1974 formiert sich die Blaskapelle Traunwalchen. Die Gemeinde Traunwalchen wird am 1. Mai 1978 im Zuge der Gemeindegebietsreform in die Stadt Traunreut eingegliedert. 1978 wird der Grund- und Hauptschule Traunwalchen die Bezeichnung „Carl-Orff-Volksschule Traunwalchen“ verliehen. Es sollte damit darauf hingewiesen werden, dass das pädagogische Wirken Carl Orffs in Traunwalchen eine besondere Pflegestätte gefunden hat. 1984 bis 1986 erfolgte die Generalsanierung und Teilneubau der Schule Traunwalchen. Traunwalchen feierte 1990 das 1200-jährige Jubiläum seiner ersten urkundlichen Erwähnung.
Ab 1993 war Beginn der Dorferneuerung in Traunwalchen. 1993/1994 erfolgte die Neugestaltung der Traunwalchner Kirche nach alten Vorbildern. Das Orff-Schulwerk-Symposion 2000 fand in Traunwalchen vom 6. bis 9. Juli 2000 statt. 2002 erfolgte die Einweihung des Neubaus des Wasserkraftwerks Talmühle. Große Veränderungen hat Traunwalchen seit 1997 durch die Erweiterung des Siedlungsgebietes mit den Baugebieten Zachersdorfer Äcker (1997), Frauenbrunn I (2004) und Frauenbrunn II (2013) erfahren. Zudem wurde der westliche Ortsbereich durch die kleine Ostspange (Umfahrung von Traunreut) stark mit Verkehr belastet, was zur Gründung der ViTO – Verkehrs-Initiative Traunwalchen-Oderberg führte.
Nach der Schließung des letzten größeren Einzelhändlers vor Ort wurde 2020/21 die Errichtung eines Dorfladens geplant.

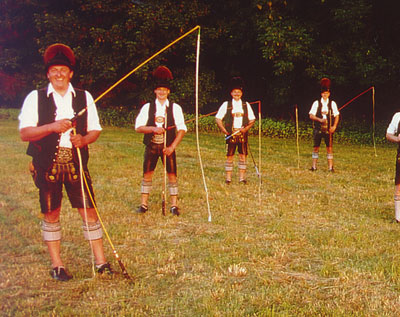
Traunwalchner Goaßlschnalzer in der Chiemgauer Tracht

## Kultur
Die 1965 gegründete Sing- und Musikschule Traunwalchen und die Carl-Orff-Volksschule Traunwalchen prägen ein reiches kulturelles Leben im Ort. So fand das Orff-Schulwerk-Symposion 2000 vom 6. bis 9. Juli 2000 in Traunwalchen statt. Die Blaskapelle Traunwalchen wurde 1974 gegründet und ist seit 1993 auch Musikzug der Gebirgsschützenkompanie Traunstein. Es hat sich auch eine eigenständige Jugendkapelle etabliert. An hohen kirchlichen Festtagen und bei Feierlichkeiten wird mit dem Kirchenchor zusammengewirkt.
Die neue Orgel in der Pfarrkirche ist ein Neubau durch Orgelbau Osterhammer, Prien, und wurde am 13. April 2009 durch Weihbischof Franz Dietl eingeweiht.
Brauchtum wird u. a. durch den Trachtenverein GTEV D´Traunviertler und die Goaßlschnalzer gepflegt.

## Geologie

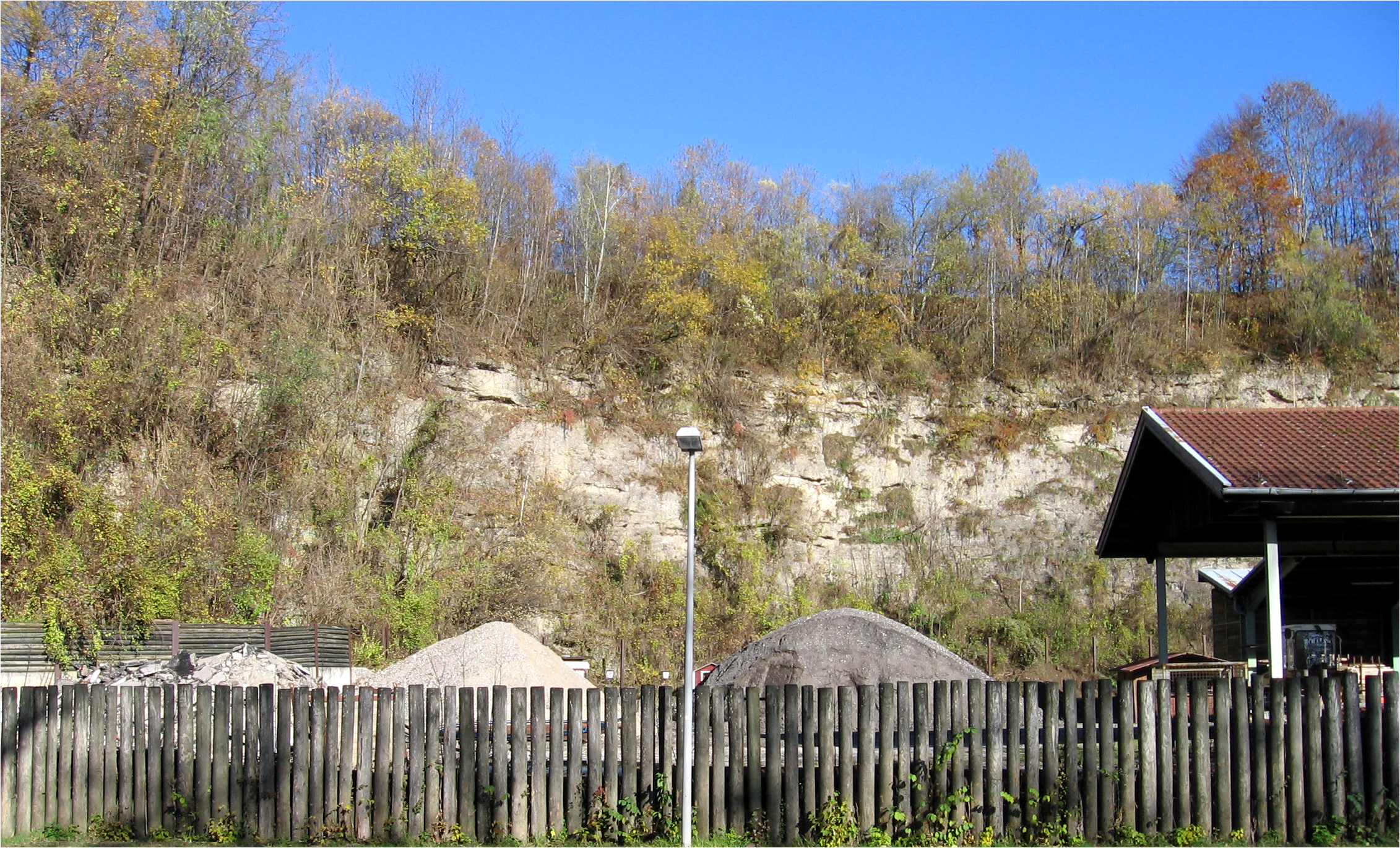
Nagelfluhsteinbruch in Traunwalchen/Talmühle

Der alte Ortskern von Traunwalchen (Kirche mit Friedhof und Schule) liegt auf einer ca. 570 m hohen Moräne der Riß-Kaltzeit. Ausdehnung in N-S Richtung ca. 600 m, in O-W Richtung ca. 250 m. An der SW Ecke, zur Traun hin liegt ein aufgelassener Nagelfluhsteinbruch. In einem Halbrund vom Durchmesser ca. 100 m und eine Höhe von ca. 25 m sind dort Deckenschotter der Riß-Kaltzeit aufgeschlossen. Vom Bayerischen Landesamt für Umwelt (LfU) ist der Aufschluss als bedeutendes Geotop, Steinbruch in Traunwalchen/Talmühle, mit der Nummer 189A009 ausgewiesen.

## Sehenswürdigkeiten und Bodendenkmäler
- Pfarrkirche Mariä Geburt
- Frauenbrunn-Kapelle, Wallfahrtskapelle
- Schloss Pertenstein
- Bodendenkmäler, siehe: Liste der Bodendenkmäler in Traunreut

## Persönlichkeiten

### Söhne und Töchter des Orts
- Alois Glück (* 1940 in Hörzing; † 2024), ehemaliger bayerischer Landtagspräsident
- Franz Parzinger (* 1955/56), ehemaliger Bürgermeister der Stadt Traunreut

### Ehrenbürger
- Carl Orff (1895–1982), Komponist

### Sonstige
- Ex-Bundesverkehrsminister Peter Ramsauer (* 1954 in München) lebt in Traunwalchen
- Der verstorbene Kardinal Leo Scheffczyk (1920–2005) war 1948 Pfarrvikar in Traunwalchen